# Verpa
Verpa är ett släkte av svampar. Verpa ingår i familjen Morchellaceae, ordningen skålsvampar, klassen Pezizomycetes, divisionen sporsäcksvampar och riket svampar.

## Källor

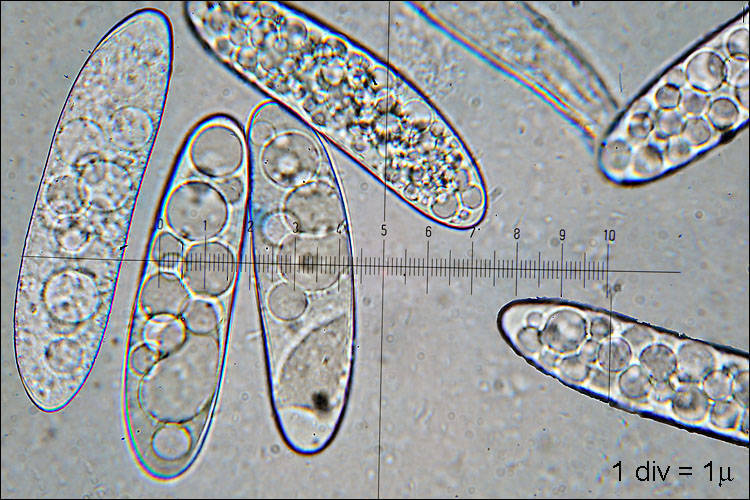
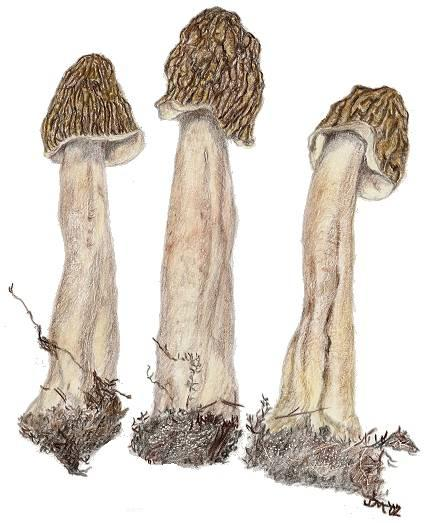
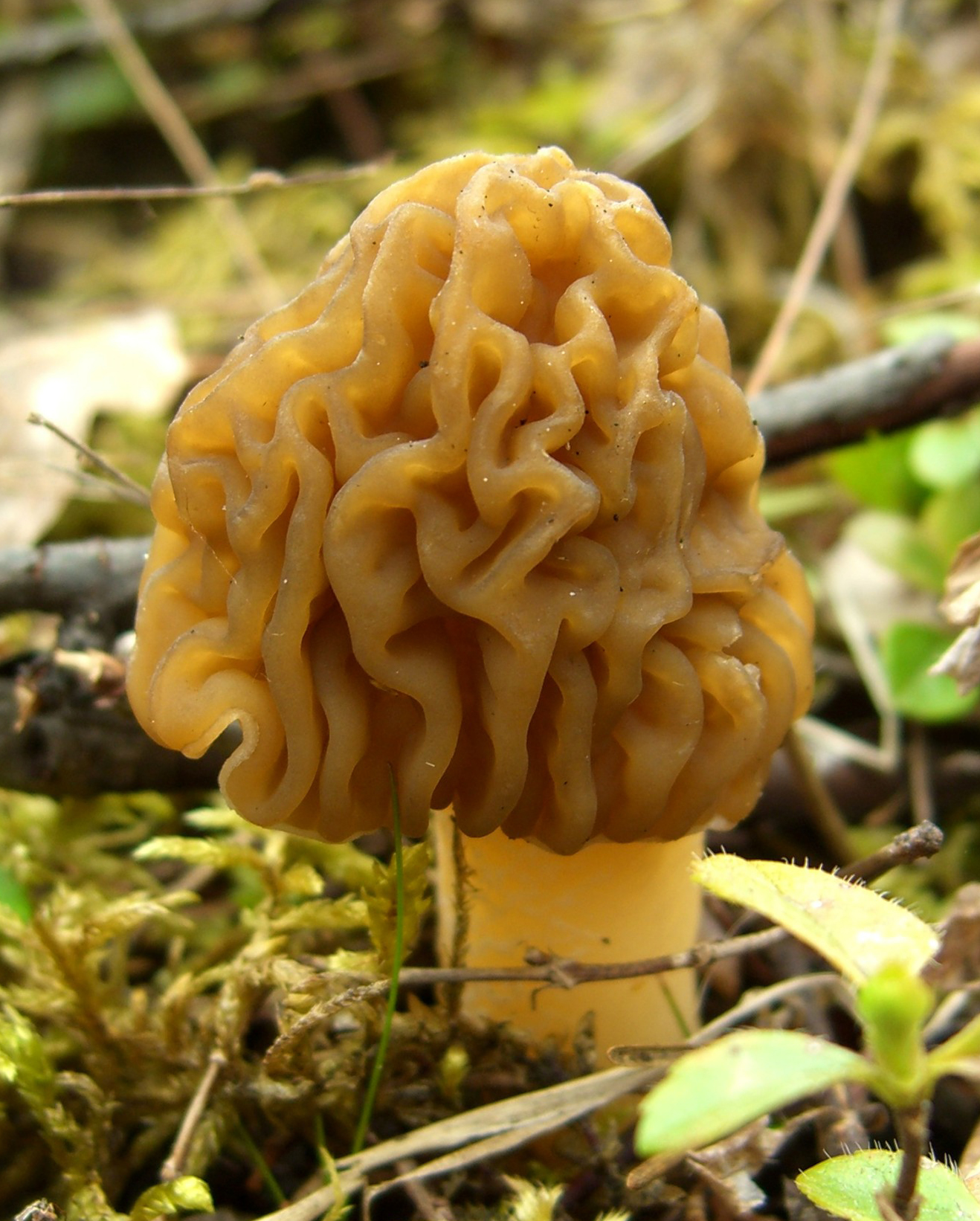
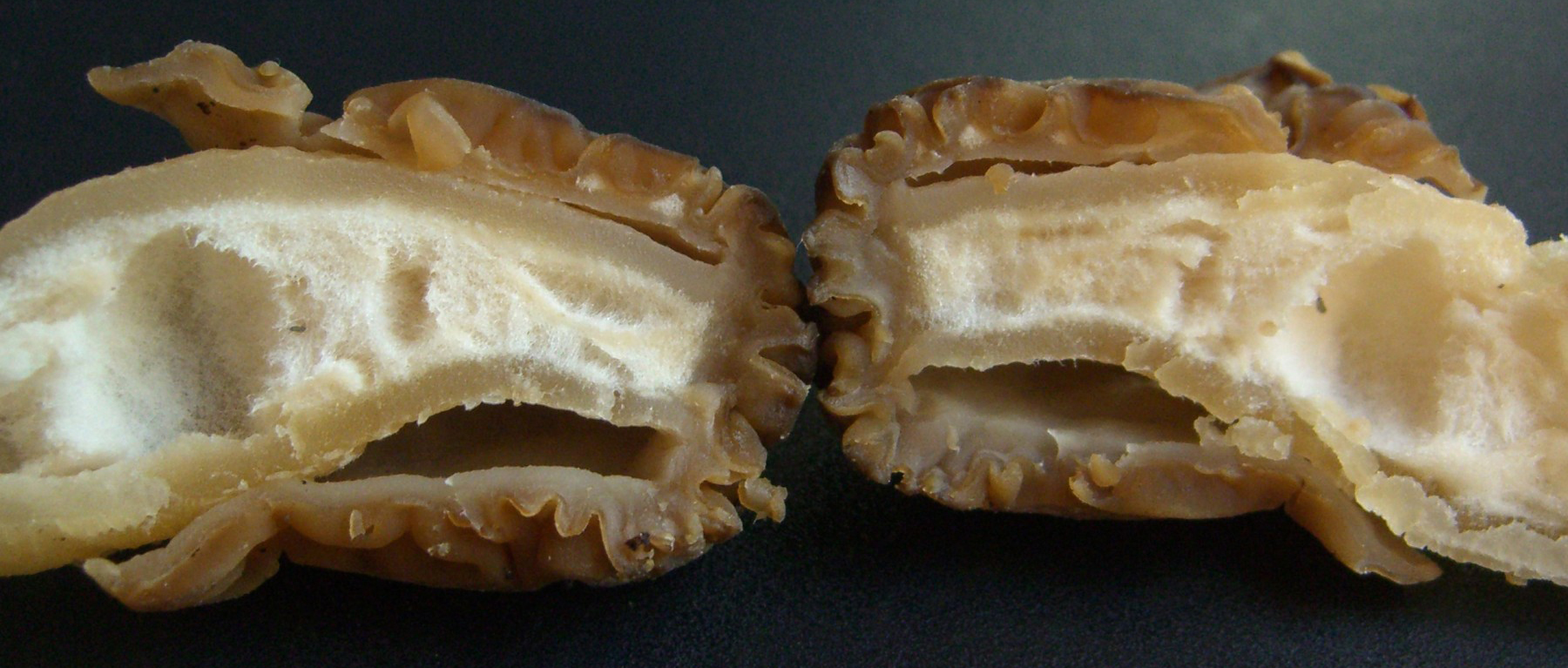
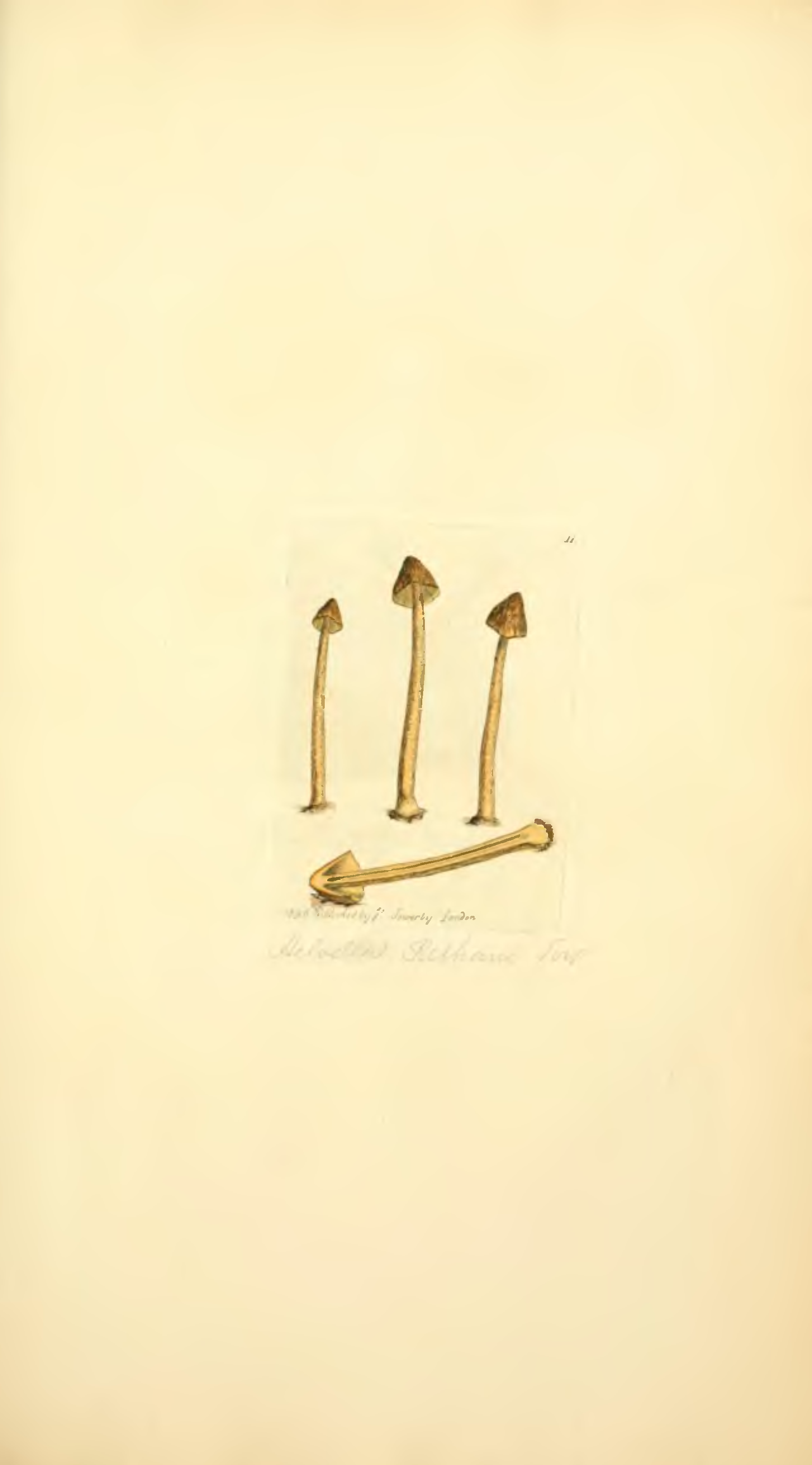
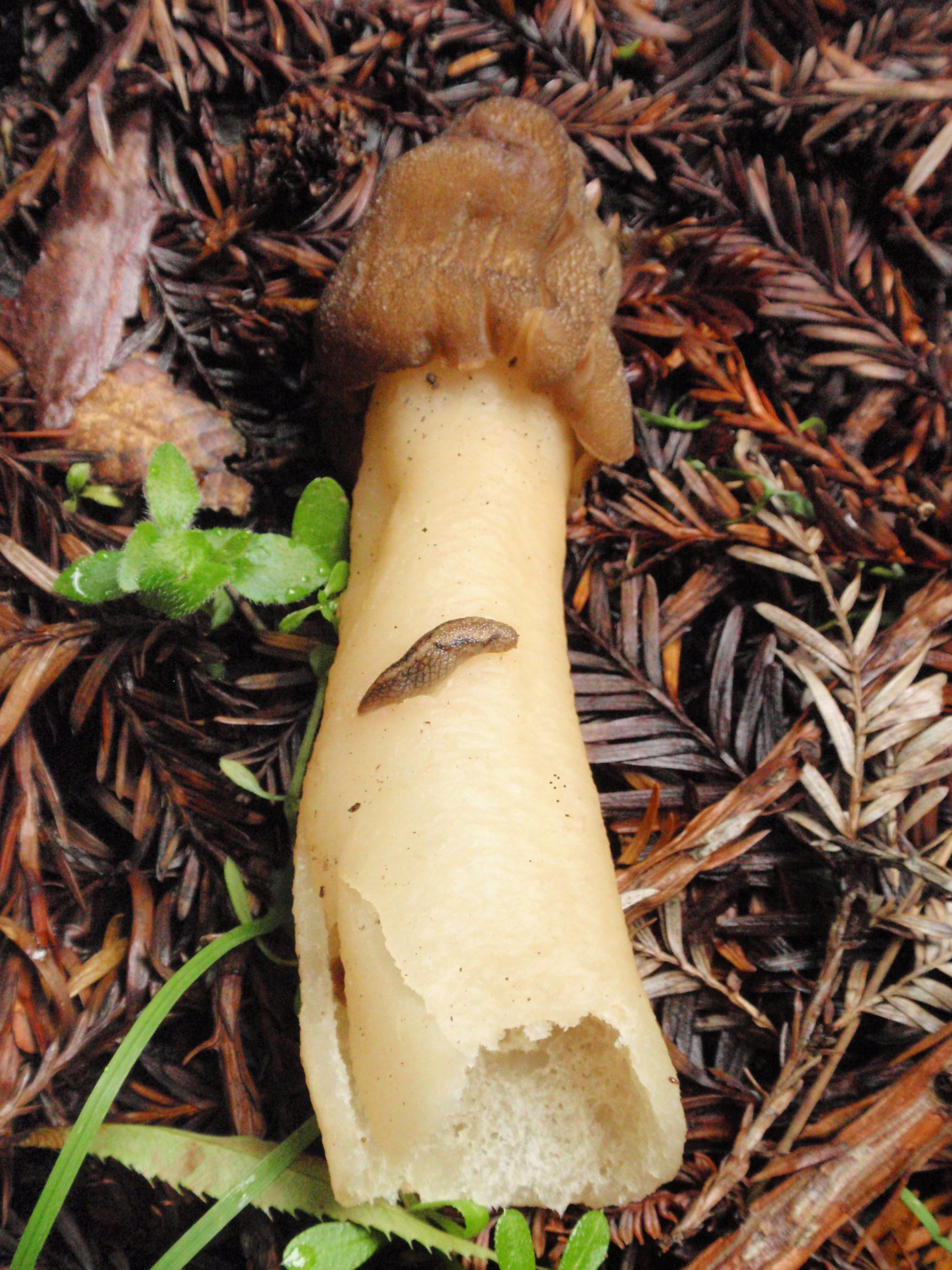
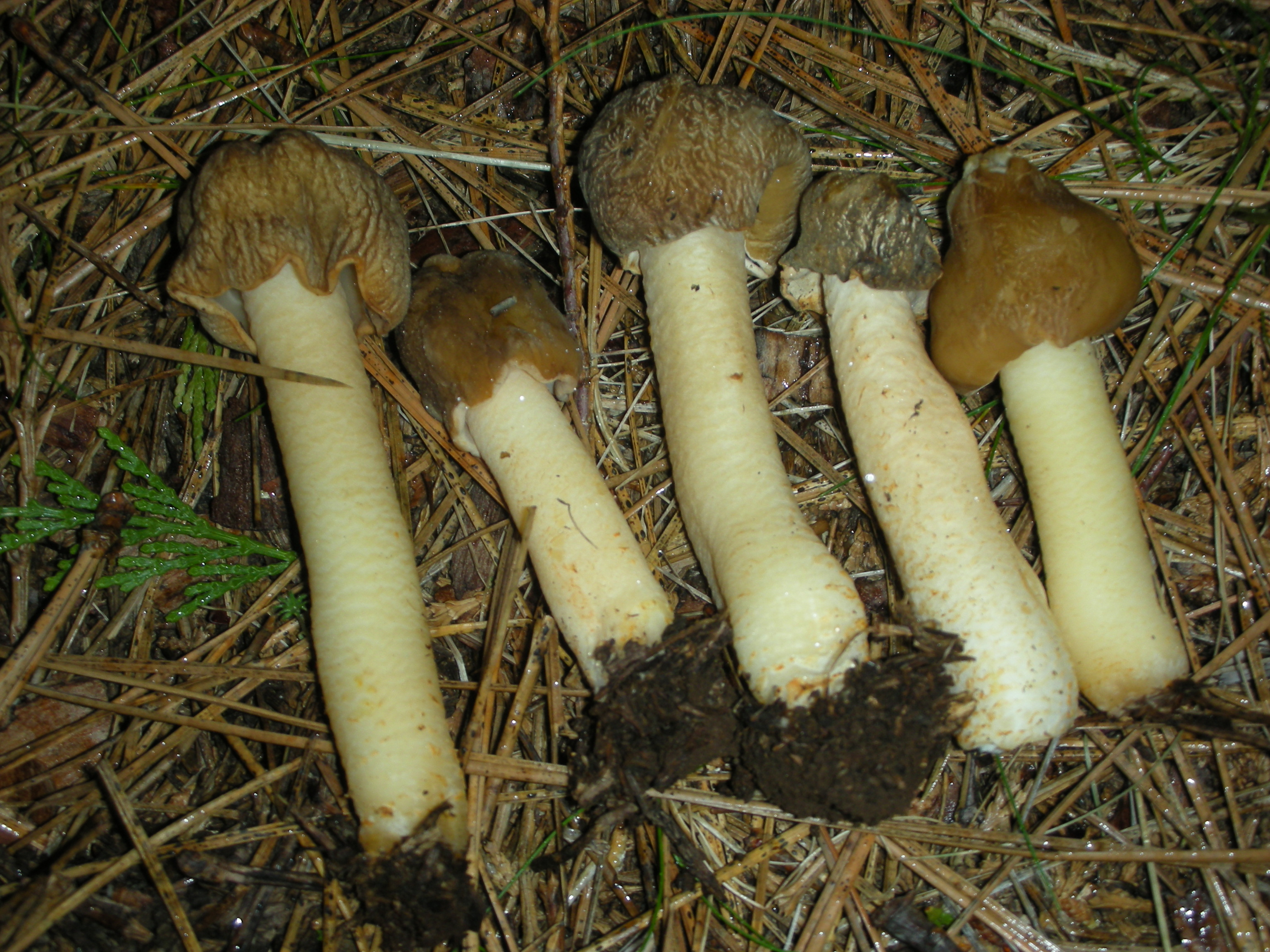
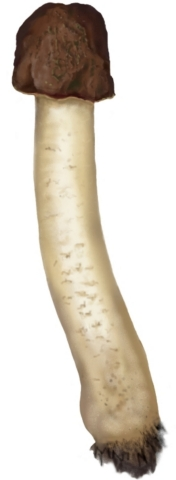
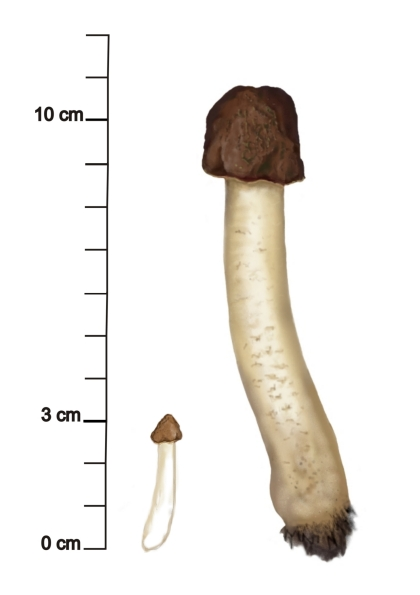